# John Stefanos Paraskevopoulos

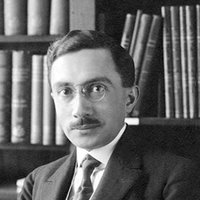
John S. Paraskevopoulos (um 1940)

John Stefanos Paraskevopoulos (* 20. Juni 1889 in Piräus; † 15. März 1951 in Bloemfontein) war ein griechisch-südafrikanischer Astronom.
Geläufig ist auch die Kurzform seines Namens  John Paras bzw. Dr. Paras.
Paraskevopoulos wurde in Piräus geboren und studierte an der Universität von Athen. 
Er promovierte 1910 mit einer astrophysikalischen Arbeit über die Variabilität im Absorptionsspektrum.
Während des Balkankrieges und Ersten Weltkrieges diente er in der griechischen Armee.
Im Jahr 1919 ging er in die USA, um für das Yerkes-Observatorium zu arbeiten. Zwei Jahre später kehrte er nach Athen zurück und wurde im Alter von nur 32 Jahren Leiter des Athener Observatoriums.
Wegen knapper Finanzmittel gab er seine Forschungen am Athener Observatorium später jedoch auf und ging im Auftrag des Harvard-College-Observatoriums 1923 nach Arequipa in Peru, um an der Boyden Station zu arbeiten. Paraskevopoulos entschied, wegen der für das Observatorium günstigeren Wetterbedingungen die Station von Arequipa nach Bloemfontein in Südafrika zu verlegen. Als Direktor des Boyden Observatorys forschte er von 1927 bis zu seinem Tod im Jahr 1951 in Südafrika. Paraskevopoulos war Entdecker mehrere Kometen.
Der Paraskevopoulos-Krater auf dem Mond wurde nach ihm benannt, ebenfalls 2006 der Asteroid (5298) Paraskevopoulos sowie der 1941 entdeckte Komet C/1941 B2 (de Kock-Paraskevopoulos).